# Samuel Cogolati
Samuel Cogolati, né le 12 mars 1989 à Huy, est un homme politique belge, co-président du parti Ecolo, député au Parlement fédéral au sein du groupe Ecolo-Groen de 2019 à 2024.

## Parcours

### Scolaire et professionnel
Originaire de Huy, Samuel Cogolati effectue ses études secondaires de 2001 à 2008 à l’Institut Sainte-Marie de Huy.
Juriste de formation, spécialisé en droit international public et droits humains, il réalise un bachelier en droit à la Katholieke Universiteit Leuven (KULeuven) où il y continue un master en droit international et européen jusqu’en 2013. Il obtient également, en 2012, un certificat en études juridiques et en droit international public au King’s College London. Entre 2013 et 2014, Samuel Cogolati intègre l’Université d’Harvard où il obtient un master en droit international.
En 2014, il devient assistant-doctorant FWO et coordonnateur du programme de mémoire en droit international de la faculté de droit de la KULeuven, où il réalise sa thèse portant sur la protection juridique internationale des biens communs en développement. Il obtient son doctorat en janvier 2021. Sa thèse soutient que les règles de la société ne sont pas définies que par l’État ou le marché, mais par les sociétés humaines elles-mêmes, et ce au travers de chaînes d’entraide et d’approvisionnement au niveau local, qui s’organisent spontanément.

### Militant et politique
Membre du Conseil Communal des Enfants de Huy à 10 ans, Samuel Cogolati intègre ensuite le parti Ecolo à l’âge de 14 ans. En 2015, alors âgé de 25 ans, il devient conseiller communal à la Ville de Huy et sera réélu lors des élections communales d’octobre 2018.
Samuel Cogolati se présente sur la liste Ecolo dans la circonscription de Liège aux élections fédérales de mai 2019. À l’issue de celles-ci, il est élu député à la Chambre des Représentants (55e législature) le 26 mai 2019 et entre en fonction le 20 juin de la même année.
Au sein du parlement, Samuel Cogolati est membre de la Commission des affaires extérieures, dont il en devient le vice-président, ainsi que de la Commission énergie. Il devient également le président de la délégation belge de l'Union Interparlementaire (UIP) et préside le Comité des Droits de l’Homme de cette même UIP.
En octobre 2023, Samuel Cogolati est le premier Belge à être reconnu comme « politicien de l’année » par One Young World, prix récompensant les femmes et les hommes, de 18 à 35 ans, qui se sont distingués à travers le monde pour leur engagement.
Samuel Cogolati se représente au sein de sa circonscription pour les élections fédérales de juin 2024 mais il n’est pas réélu.
À la suite de la défaite d'Ecolo aux élections du 9 juin 2024 et à la démission de Jean-Marc Nollet et Rajae Maouane de la co-présidence, Samuel Cogolati se présente en duo avec Marie Lecocq à la tête du parti. Ils seront élus par les militants écologistes le 13 juillet 2024.

## Engagements
De la défense de l’Ukraine face à l’agression russe, à la dénonciation du génocide perpétré par le gouvernement chinois contre les Ouïghours, en passant par la défense des droits des Palestiniens, Samuel Cogolati met un point d’honneur à contribuer à la défense des droits humains et des peuples à travers le monde, notamment au sein de la Commission des relations extérieures du parlement fédéral belge.
Au début de l’année 2021, comme d'autres députés européens, Samuel Cogolati est l'objet de sanctions de la part de la Chine (interdiction d'y entrer ou d'y faire des affaires) en raison de son soutien à la minorité persécutée des Ouïghours. De plus, le député belge est victime d'une tentative de piratage informatique par un groupe de hackers chinois (piratage à la suite duquel il est difficile de savoir si des données ont été volées). Le Centre pour la cybersécurité Belgique (CCB) pense que ces attaques proviennent d'APT31, qui serait associé au gouvernement chinois. Cette attaque est survenue peu après que le député a déposé une proposition de résolution à la Chambre des Représentants pour la reconnaissance d'un génocide contre la minorité ouïghoure en Chine. En outre, le SPF Intérieur belge a également été piraté par APT31 durant deux années. Le CCB a confirmé la tentative de piratage sur Samuel Cogolati et a averti une autre victime potentielle (un département informatique d'un parti politique). On ne sait pas si cette seconde tentative a réussi.
Membre de la Commission énergie au parlement fédéral, Samuel Cogolati soutient également une réduction drastique des gaz à effet de serre en Belgique, notamment par la promotion des énergies renouvelables et la fin du nucléaire. Il contribue également à faire reconnaître le « crime d’écocide » dans le code pénal belge.
Bilingue français-néerlandais à la suite de ses études supérieures à Louvain, Samuel Cogolati dit vouloir « construire des ponts » avec la Flandre.